# Троицкое (Новоодесский район)
Троицкое (укр. Троїцьке) — село в Новоодесском районе Николаевской области Украины.
Основано в 1781 году. Население по переписи 2001 года составляло 1518 человек. Почтовый индекс — 56610. Телефонный код — 5167. Занимает площадь 2,62 км².

## Местный совет
56610, Николаевская обл., Новоодесский р-н, с. Троицкое, ул. Калинина, 23